# Hemibryomima chryselectra
Hemibryomima chryselectra är en fjärilsart som beskrevs av Augustus Radcliffe Grote 1880. Hemibryomima chryselectra ingår i släktet Hemibryomima och familjen nattflyn. Inga underarter finns listade i Catalogue of Life.